# Syrjejärvi
Syrjejärvi eller Toarespeljavri eller Vuöllijävri är en sjö i Finland. Den ligger i kommunen Enare i landskapet Lappland, i den norra delen av landet, 1 100 km norr om huvudstaden Helsingfors. Syrjejärvi ligger 88,6 meter över havet. Arean är 23,3 hektar och strandlinjen är 4,23 kilometer lång. Sjön  ingår i Neidenälvens huvudavrinningsområde.   Den ligger vid sjön Räkkijärvi.